# جون والش (رسام)
جون والش (بالإنجليزية: John Walsh)‏ هو رسام نيوزيلندي، ولد في 1954.